# Coupe de Russie de football 1995-1996
Navigation
Coupe de Russie 1994-1995 Coupe de Russie 1996-1997
La Coupe de Russie 1995-1996 est la 4e édition de la Coupe de Russie depuis la dissolution de l'URSS.
Le Lokomotiv Moscou remporte la compétition face au Spartak Moscou et se qualifie pour le premier tour de la Coupe des coupes 1996-1997.
La compétition suivant un calendrier sur deux années, contrairement à celui des championnats russes qui s'inscrit sur une seule année, celle-ci se trouve de fait à cheval entre deux saisons de championnat ; ainsi pour certaines équipes promues ou reléguées durant la saison 1995, la division indiquée peut varier d'un tour à l'autre.

## Huitièmes de finale
| Date            | Club                            | Score    | Club                          |
| --------------- | ------------------------------- | -------- | ----------------------------- |
| 4 novembre 1995 | Jemtchoujina Sotchi (D1)        | 0 - 3    | (D3) Anji Makhatchkala        |
| 4 novembre 1995 | Kamaz Naberejnye Tchelny (D1)   | forfait  | (D3) Amour Blagovechtchensk   |
| 4 novembre 1995 | Lokomotiv Moscou (D1)           | 4 - 0    | (D1) Ouralmach Iekaterinbourg |
| 4 novembre 1995 | Rotor Volgograd (D1)            | 4 - 0    | (D2) Irtych Omsk              |
| 4 novembre 1995 | Spartak Moscou (D1)             | 2 - 0    | (D3) Angoucht Nazran          |
| 4 novembre 1995 | Tekstilchtchik Kamychine (D1)   | 1 - 0 ap | (D3) Metallourg Lipetsk       |
| 4 novembre 1995 | CSKA Moscou (D1)                | 3 - 0    | (D1) Lokomotiv Nijni Novgorod |
| 4 novembre 1995 | Tchernomorets Novorossiisk (D1) | 0 - 2    | (D1) Dynamo Moscou            |

## Quarts de finale
| Date          | Club                          | Score | Club                          |
| ------------- | ----------------------------- | ----- | ----------------------------- |
| 9 avril 1996  | Lokomotiv Moscou (D1)         | 1 - 0 | (D1) Tekstilchtchik Kamychine |
| 10 avril 1996 | Kamaz Naberejnye Tchelny (D1) | 0 - 1 | (D1) Spartak Moscou           |
| 11 avril 1996 | Dynamo Moscou (D1)            | 2 - 1 | (D3) Anji Makhatchkala        |
| 17 avril 1996 | Rotor Volgograd (D1)          | 2 - 0 | (D1) CSKA Moscou              |

## Demi-finales
| Date          | Club                | Score | Club                  |
| ------------- | ------------------- | ----- | --------------------- |
| 30 avril 1996 | Dynamo Moscou (D1)  | 0 - 1 | (D1) Lokomotiv Moscou |
| 1er mai 1996  | Spartak Moscou (D1) | 3 - 1 | (D1) Rotor Volgograd  |

## Finale
| Titulaires :     |                       |     |
|                  |                       |     |
|                  | Aleksandr Filimonov   |     |
|                  | Dmitri Ananko         |     |
|                  | Yuriy Nykyforov       |     |
|                  | Ilya Tsymbalar        |     |
|                  | Sergueï Gorloukovitch |     |
|                  | Aleksandr Lipko       | 68e |
|                  | Andrei Piatnitski     | 60e |
|                  | Alekseï Meliochine    |     |
|                  | Aleksandr Chirko      |     |
|                  | Vadim Ievseïev        | 85e |
|                  | Andreï Tikhonov       |     |
|                  |                       |     |
| Remplaçants :    |                       |     |
|                  | Valeri Ketchinov      | 60e |
|                  | Egor Titov            | 68e |
|                  | Vladimir Djoukanov    | 85e |
|                  |                       |     |
| Entraîneur :     |                       |     |
| Gueorgui Iartsev |                       |     |

| Titulaires :  |                       |     |
|               |                       |     |
|               | Sergueï Ovtchinnikov  |     |
|               | Igor Tcherevtchenko   |     |
|               | Iouri Drozdov         |     |
|               | Ievgueni Kharlatchiov |     |
|               | Sargis Hovhannisyan   |     |
|               | Igor Tchougaïnov      |     |
|               | Alekseï Kosolapov     |     |
|               | Sergueï Gurenko       |     |
|               | Alekseï Sniguiriov    | 83e |
|               | Oleg Ielychev         |     |
|               | Andreï Solomatine     |     |
|               |                       |     |
| Remplaçants : |                       |     |
|               | Zaza Janashia         | 83e |
|               |                       |     |
| Entraîneur :  |                       |     |
| Iouri Siomine |                       |     |

| Titulaires :     |                       |     |
|                  |                       |     |
|                  | Aleksandr Filimonov   |     |
|                  | Dmitri Ananko         |     |
|                  | Yuriy Nykyforov       |     |
|                  | Ilya Tsymbalar        |     |
|                  | Sergueï Gorloukovitch |     |
|                  | Aleksandr Lipko       | 68e |
|                  | Andrei Piatnitski     | 60e |
|                  | Alekseï Meliochine    |     |
|                  | Aleksandr Chirko      |     |
|                  | Vadim Ievseïev        | 85e |
|                  | Andreï Tikhonov       |     |
|                  |                       |     |
| Remplaçants :    |                       |     |
|                  | Valeri Ketchinov      | 60e |
|                  | Egor Titov            | 68e |
|                  | Vladimir Djoukanov    | 85e |
|                  |                       |     |
| Entraîneur :     |                       |     |
| Gueorgui Iartsev |                       |     |

| Titulaires :  |                       |     |
|               |                       |     |
|               | Sergueï Ovtchinnikov  |     |
|               | Igor Tcherevtchenko   |     |
|               | Iouri Drozdov         |     |
|               | Ievgueni Kharlatchiov |     |
|               | Sargis Hovhannisyan   |     |
|               | Igor Tchougaïnov      |     |
|               | Alekseï Kosolapov     |     |
|               | Sergueï Gurenko       |     |
|               | Alekseï Sniguiriov    | 83e |
|               | Oleg Ielychev         |     |
|               | Andreï Solomatine     |     |
|               |                       |     |
| Remplaçants : |                       |     |
|               | Zaza Janashia         | 83e |
|               |                       |     |
| Entraîneur :  |                       |     |
| Iouri Siomine |                       |     |